# Gran Premio motociclistico di Francia 1997
Il Gran Premio motociclistico di Francia 1997 fu la sesta gara del motomondiale 1997.
Si svolse l'8 giugno 1997 al circuito Paul Ricard e vide la vittoria di Mick Doohan su Honda nella classe 500, di Tetsuya Harada nella classe 250 e di Valentino Rossi nella classe 125.

## Classe 500

### Arrivati al traguardo
| Pos | Nº | Pilota                   | Squadra             | Motocicletta | Giri | Tempo     | Griglia | Punti |
| --- | -- | ------------------------ | ------------------- | ------------ | ---- | --------- | ------- | ----- |
| 1   | 1  | Mick Doohan              | Repsol Honda        | Honda        | 31   | 42:38.064 | 1       | 25    |
| 2   | 8  | Carlos Checa             | MoviStar Honda Pons | Honda        | 31   | +4.292    | 7       | 20    |
| 3   | 7  | Tadayuki Okada           | Repsol Honda        | Honda        | 31   | +5.715    | 4       | 16    |
| 4   | 2  | Àlex Crivillé            | Repsol Honda        | Honda        | 31   | +6.159    | 2       | 13    |
| 5   | 24 | Takuma Aoki              | Repsol Honda        | Honda        | 31   | +24.227   | 5       | 11    |
| 6   | 4  | Alex Barros              | Honda Gresini       | Honda        | 31   | +41.437   | 6       | 10    |
| 7   | 5  | Norifumi Abe             | Yamaha Team Rainey  | Yamaha       | 31   | +41.734   | 12      | 9     |
| 8   | 9  | Alberto Puig             | MoviStar Honda Pons | Honda        | 31   | +44.834   | 10      | 8     |
| 9   | 14 | Juan Borja               | Elf 500 Roc         | ELF 500      | 31   | +51.921   | 14      | 7     |
| 10  | 23 | Anthony Gobert           | Lucky Strike Suzuki | Suzuki       | 31   | +52.601   | 11      | 6     |
| 11  | 19 | Doriano Romboni          | IP Aprilia Racing   | Aprilia      | 31   | +53.860   | 9       | 5     |
| 12  | 6  | Daryl Beattie            | Lucky Strike Suzuki | Suzuki       | 31   | +56.191   | 15      | 4     |
| 13  | 20 | Sete Gibernau            | Yamaha Team Rainey  | Yamaha       | 31   | +1:01.044 | 17      | 3     |
| 14  | 11 | Troy Corser              | Red Bull Yamaha WCM | Yamaha       | 31   | +1:04.573 | 21      | 2     |
| 15  | 21 | Jurgen van den Goorbergh | Millar MQP          | Honda        | 31   | +1:17.668 | 18      | 1     |
| 16  | 16 | Jürgen Fuchs             | Elf 500 Roc         | ELF 500      | 31   | +1:20.972 | 19      |       |
| 17  | 13 | Bernard Garcia           | Tecmas Honda Elf    | Honda        | 31   | +1:23.191 | 23      |       |
| 18  | 15 | Frédéric Protat          | Soverex FP Racing   | Honda        | 30   | +1 giro   | 25      |       |
| 19  | 17 | Lucio Pedercini          | Team Pedercini      | ROC Yamaha   | 30   | +1 giro   | 22      |       |

### Ritirati
| Nº | Pilota            | Squadra                 | Motocicletta | Giri | Griglia |
| -- | ----------------- | ----------------------- | ------------ | ---- | ------- |
| 3  | Luca Cadalora     | Red Bull Yamaha WCM     | Yamaha       | 24   | 8       |
| 18 | Nobuatsu Aoki     | Rheos ELF F.C.C. T.S.   | Honda        | 19   | 3       |
| 25 | Laurent Naveau    | Millet Racing           | ROC Yamaha   | 17   | 24      |
| 12 | Jean-Michel Bayle | Marlboro Team Roberts   | Modenas KR3  | 14   | 16      |
| 10 | Kenny Roberts Jr  | Marlboro Team Roberts   | Modenas KR3  | 4    | 13      |
| 22 | Kirk McCarthy     | World Champ Motorsports | ROC Yamaha   | 4    | 20      |

## Classe 250

### Arrivati al traguardo
| Pos | Nº | Pilota            | Squadra                      | Motocicletta | Giri | Tempo     | Griglia | Punti |
| --- | -- | ----------------- | ---------------------------- | ------------ | ---- | --------- | ------- | ----- |
| 1   | 31 | Tetsuya Harada    | Aprilia Racing               | Aprilia      | 29   | 40:58.961 | 6       | 25    |
| 2   | 1  | Max Biaggi        | Marlboro Team Kanemoto Honda | Honda        | 29   | +0.043    | 2       | 20    |
| 3   | 2  | Ralf Waldmann     | Marlboro Honda               | Honda        | 29   | +0.224    | 4       | 16    |
| 4   | 65 | Loris Capirossi   | Aprilia Racing               | Aprilia      | 29   | +8.387    | 3       | 13    |
| 5   | 5  | Tōru Ukawa        | Benetton Honda               | Honda        | 29   | +29.702   | 5       | 11    |
| 6   | 7  | Haruchika Aoki    | Matteoni Racing              | Honda        | 29   | +46.755   | 9       | 10    |
| 7   | 27 | Sebastián Porto   | PR2 YPF - ESCO               | Aprilia      | 29   | +53.322   | 12      | 9     |
| 8   | 6  | Luis d'Antín      | Antena 3 S.S.P. Competicion  | Yamaha       | 29   | +56.677   | 13      | 8     |
| 9   | 16 | William Costes    | Chesterfield Elf Tech 3      | Honda        | 29   | +58.027   | 11      | 7     |
| 10  | 18 | Osamu Miyazaki    | Edo Racing                   | Yamaha       | 29   | +58.257   | 19      | 6     |
| 11  | 11 | Jeremy McWilliams | Qub Team Optimum             | Honda        | 29   | +58.414   | 16      | 5     |
| 12  | 21 | Franco Battaini   | Edo Racing                   | Aprilia      | 29   | +59.619   | 17      | 4     |
| 13  | 66 | Sébastien Gimbert | Equipe de France             | Honda        | 29   | +1:04.540 | 18      | 3     |
| 14  | 29 | Idalio Gavira     | Scuderia Mobil 1 AGV         | Aprilia      | 28   | +1 giro   | 21      | 2     |
| 15  | 24 | Claudio Vanzetta  | Mohag Aprilia Racing         | Aprilia      | 28   | +1 giro   | 22      | 1     |
| 16  | 70 | Frédéric Boutin   | Boutin Racing                | Aprilia      | 28   | +1 giro   | 27      |       |

### Ritirati
| Nº | Pilota               | Squadra                     | Motocicletta | Giri | Griglia |
| -- | -------------------- | --------------------------- | ------------ | ---- | ------- |
| 68 | Bertrand Stey        | Stey Motos                  | Honda        | 15   | 23      |
| 15 | Stefano Perugini     | Nastro Azzurro Aprilia      | Aprilia      | 13   | 8       |
| 12 | Takeshi Tsujimura    | F.C.C. Technical Sports     | TSR-Honda    | 13   | 7       |
| 20 | Noriyasu Numata      | Arie Molenaar Racing        | Suzuki       | 13   | 14      |
| 67 | Franck Poulle        | F.P. Cannes                 | Honda        | 13   | 28      |
| 17 | José Luis Cardoso    | Antena 3 S.S.P. Competicion | Yamaha       | 0    | 10      |
| 19 | Olivier Jacque       | Chesterfield Elf Tech 3     | Honda        | 0    | 1       |
| 8  | Cristiano Migliorati | Team Axo Inoxmacel          | Honda        | 0    | 15      |

### Non partiti
| Nº | Pilota           | Squadra              | Motocicletta | Griglia |
| -- | ---------------- | -------------------- | ------------ | ------- |
| 14 | Jamie Robinson   | Arie Molenaar Racing | Suzuki       | 20      |
| 28 | Eustaquio Gavira | Scuderia Mobil 1 AGV | Aprilia      | 24      |
| 22 | Kurtis Roberts   | PJ1 Oils             | Aprilia      | 25      |
| 71 | Gilles Ferstler  | AJP                  | Honda        | 26      |
| 10 | Luca Boscoscuro  |                      | Honda        |         |

## Classe 125

### Arrivati al traguardo
| Pos | Nº | Pilota             | Squadra                   | Motocicletta | Giri | Tempo     | Griglia | Punti |
| --- | -- | ------------------ | ------------------------- | ------------ | ---- | --------- | ------- | ----- |
| 1   | 46 | Valentino Rossi    | Nastro Azzurro Aprilia    | Aprilia      | 27   | 40:20.214 | 3       | 25    |
| 2   | 3  | Tomomi Manako      | UGT 3000                  | Honda        | 27   | +2.961    | 6       | 20    |
| 3   | 72 | Garry McCoy        | Marlboro Team Alfa Bieffe | Aprilia      | 27   | +12.462   | 1       | 16    |
| 4   | 41 | Yōichi Ui          | Yamaha Kurz               | Yamaha       | 27   | +17.681   | 10      | 13    |
| 5   | 19 | Frédéric Petit     | Team RMS                  | Honda        | 27   | +30.402   | 9       | 11    |
| 6   | 62 | Yoshiaki Katō      | Semprucci Biesse          | Yamaha       | 27   | +38.164   | 17      | 10    |
| 7   | 32 | Mirko Giansanti    | Matteoni Racing           | Honda        | 27   | +44.116   | 13      | 9     |
| 8   | 21 | Gianluigi Scalvini | Team Axo Inoxmacel        | Honda        | 27   | +44.549   | 14      | 8     |
| 9   | 20 | Masao Azuma        | L.B. Racing               | Honda        | 27   | +44.745   | 11      | 7     |
| 10  | 12 | Dirk Raudies       | Finsco Chasis             | Honda        | 27   | +49.734   | 16      | 6     |
| 11  | 17 | Enrique Maturana   | Yamaha Kurz               | Yamaha       | 27   | +51.151   | 18      | 5     |
| 12  | 24 | Gino Borsoi        | Semprucci Biesse          | Yamaha       | 27   | +1:02.148 | 23      | 4     |
| 13  | 22 | Steve Jenkner      | Aprilia - ADAC Sachsen    | Aprilia      | 27   | +1:05.228 | 22      | 3     |
| 14  | 25 | Josep Sarda        | Finsco Chasis             | Honda        | 27   | +1:05.473 | 20      | 2     |
| 15  | 29 | Ángel Nieto Jr     | Airtel-Aspar              | Aprilia      | 27   | +1:05.955 | 24      | 1     |
| 16  | 26 | Ivan Goi           | Marlboro Team Alfa Bieffe | Aprilia      | 27   | +1:29.111 | 21      |       |
| 17  | 71 | Nicolas Dussauge   | Dom Racing                | Honda        | 26   | +1 giro   | 19      |       |
| 18  | 77 | Benny Jerzenbeck   | UGT 3000                  | Honda        | 26   | +1 giro   | 27      |       |
| 19  | 70 | Vincent Philippe   | AVM Racing                | Honda        | 26   | +1 giro   | 29      |       |
| 20  | 67 | Patrick Detot      | Patrick Detot             | Honda        | 26   | +1 giro   | 30      |       |
| 21  | 69 | Fabien Rousseau    | Premier/Escudier          | Aprilia      | 26   | +1 giro   | 28      |       |

### Ritirati
| Nº | Pilota            | Squadra            | Motocicletta | Giri | Griglia |
| -- | ----------------- | ------------------ | ------------ | ---- | ------- |
| 15 | Roberto Locatelli | Team Axo Inoxmacel | Honda        | 22   | 2       |
| 7  | Noboru Ueda       | Team Pileri        | Honda        | 17   | 4       |
| 39 | Jaroslav Huleš    | L.B. Racing        | Honda        | 9    | 25      |
| 66 | Éric Mizera       | Team RMS           | Honda        | 8    | 26      |
| 68 | Mike Lougassi     | GMS Auto           | Honda        | 5    | 31      |
| 33 | Manfred Geissler  | UGT 3000           | Aprilia      | 4    | 12      |
| 10 | Lucio Cecchinello | Spidi Honda LCR    | Honda        | 4    | 15      |
| 8  | Kazuto Sakata     | UGT 3000           | Aprilia      | 2    | 5       |

### Non partiti
| Nº | Pilota          | Squadra        | Motocicletta | Griglia |
| -- | --------------- | -------------- | ------------ | ------- |
| 2  | Masaki Tokudome | Docshop Racing | Aprilia      | 7       |
| 5  | Jorge Martínez  | Airtel-Aspar   | Aprilia      | 8       |